# Sint-Petrus en Pauluskerk (Cothen)
De Sint-Petrus en Pauluskerk is een rooms-katholieke kerk aan de Kerkweg 9 in Cothen in de Nederlandse provincie Utrecht.
De kerk werd in 1905-1906 gebouwd ter vervangen van een kleiner kerkgebouw uit 1838. De bouw van de kerk kostte fl. 52.100. Architect Wolter te Riele ontwierp een driebeukige kruiskerk in neogotische stijl, met aan de westelijke ingang een halfingebouwde toren met twee geledingen en een achtkantige spits.
Het hoofdaltaar en het Jozefaltaar zijn afkomstig uit de oude kerk van 1838 en werden gebouwd door de firma Mengelberg, waar in 1923 ook het Heilig Hartbeeld werd gemaakt. De kruiswegstaties werden in 1918 geschilderd door Albin Windhausen. De oorspronkelijke luidklokken uit 1905 werden in 1944 door de Duitse bezetter gevorderd en werden in 1948 vervangen.
De kerk wordt tot op heden gebruikt door de parochie "H.H. Petrus en Paulus".

## Bron
- Website parochie H.H. Petrus en Paulus

## Foto's

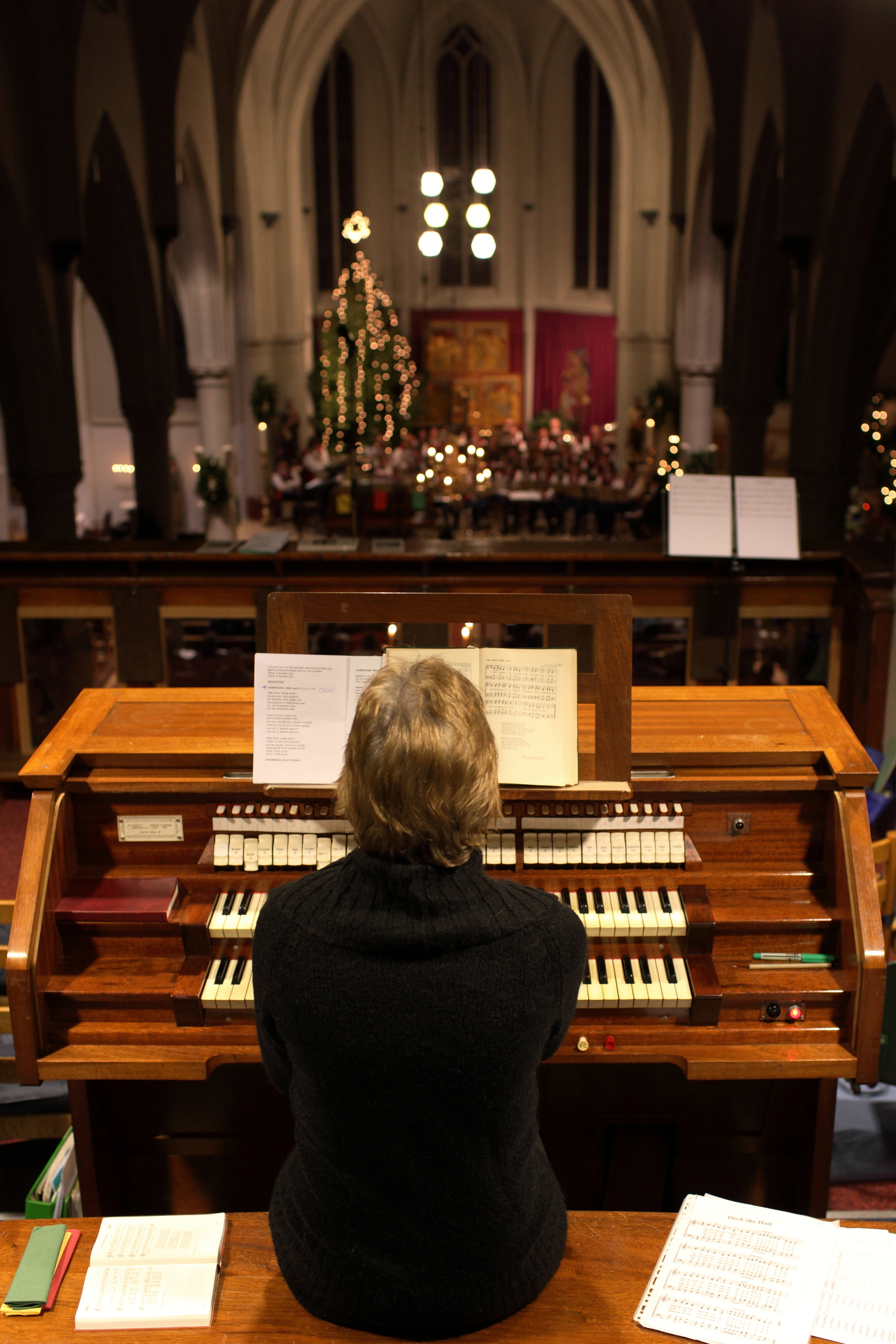
Organist aan het werk tijdens de dienst
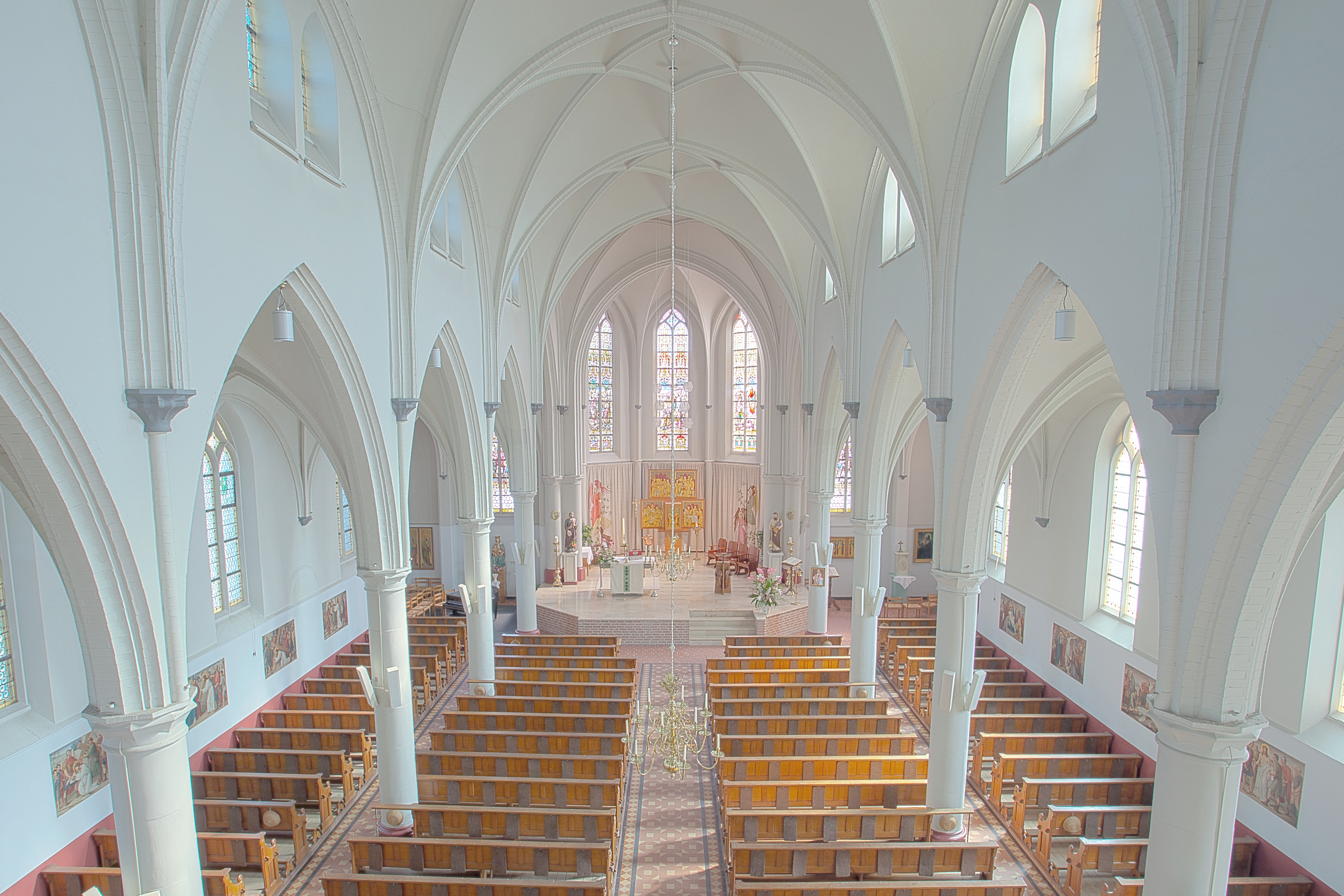
Interieur Petrus en Paulus kerk
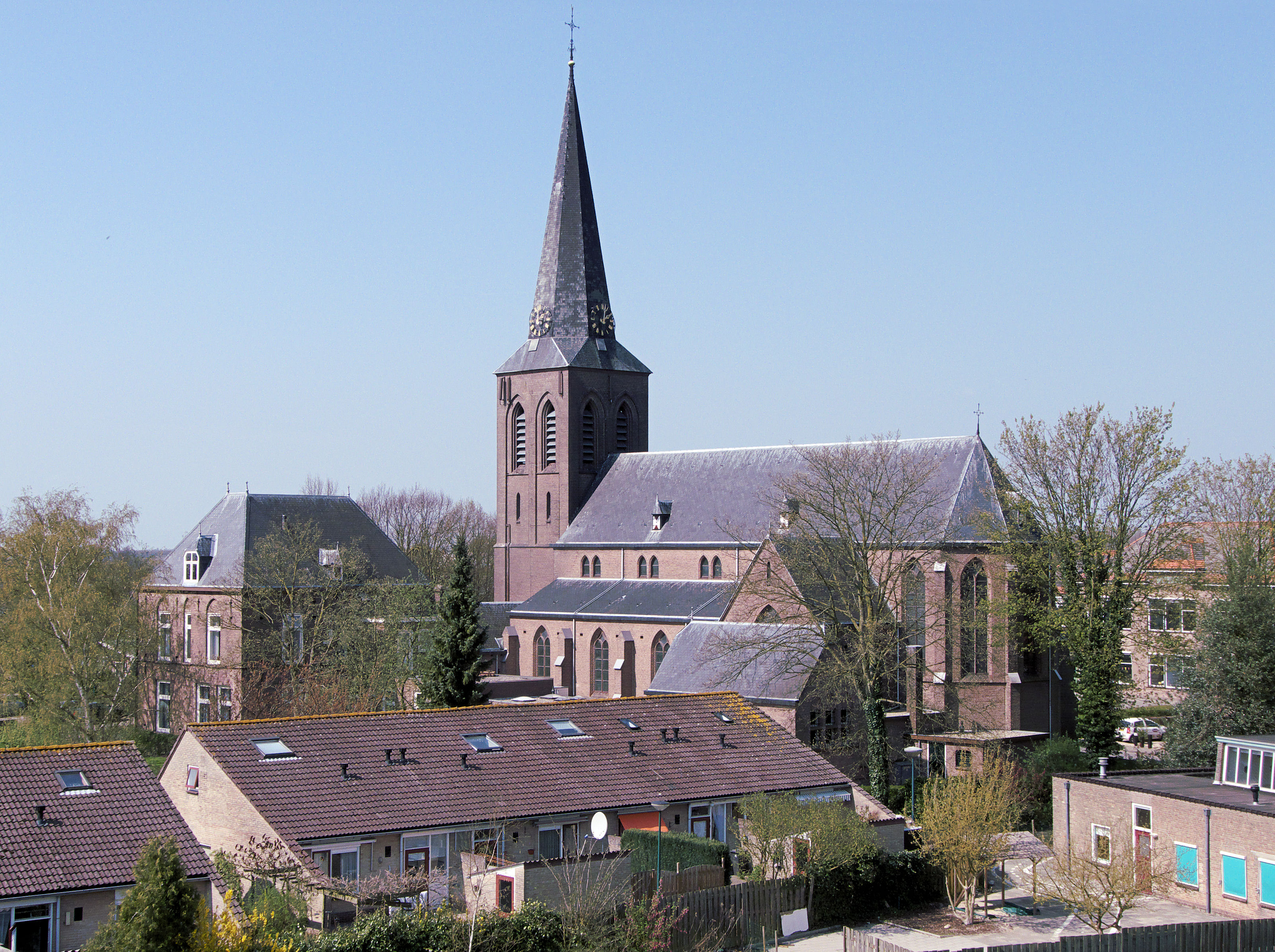